# IC 4611
IC 4611 је галаксија у сазвјежђу Херкул која се налази на листи објеката дубоког неба у Индекс каталогу.
Деклинација објекта је + 39° 11' 8" а ректасцензија 16h 33m 42,1s. Привидна величина (магнитуда) објекта IC 4611 износи 15,0 а фотографска магнитуда 16,0. IC 4611 је још познат и под ознакама MCG 7-34-112, PGC 58498.